# Hostway
Hostway este o companie multinațională de web hosting, cu sediul în Chicago, Illinois, Statele Unite, fondată în 1998. Hostway furnizează servicii de găzduire pentru website-uri, baze de date și aplicații de business în segmentul de companii mici și mijlocii, dar și pentru mari corporații. Compania servește peste 600,000 clienți din întreaga lume, inclusiv: Coca-Cola, Disney, McGraw-Hill, Sony BMG, Wrigley Company și Wikimedia.

## Istoric

### Înființarea companiei
În 1998, absolvenții Universității Chicago Lucas Roh, John Lee, Arnold Choi și alți doi parteneri de afaceri au cumpărat Spectronet Inc., o companie de web hosting cu venituri anuale de 30,000$. Au renumit compania Hostway Corporation și au început pregătirile pentru extinderea în Statele Unite și pe piețe internaționale. 

### Globalizare
După consolidarea bazei de clienți a companiei în Statele Unite, a urmat lansarea Hostway Coreea. Coreea a reprezentat piața potrivită pentru expansiunea internațională a companiei pentru că fondatorul Lucas Roh a fost crescut și educat în Coreea de Sud, înainte ca familia sa să emigreze în Statele Unite, în perioada în care acesta urma liceul. Prin urmare, era foarte familiar cu mentalitatea de business și procesele locale. Extinderea în Coreea a stat la baza unui efort mult mai maire de globalizare a serviciilor companiei. 

Pe toată durata globalizării, Hostway a rămas o companie privată și a deschis centre de date și birouri în America de Nord (Chicago, Tampa, Austin, Vancouver), Europa (Marea Britanie, Franța, Olanda, Belgia, Germania), Australia, India și Coreea. Profitabilă încă de la începuturile existenței sale, compania a reușit să susțină aceste demersuri fără a apela la finanțarea prin venture capital. 

### Fuziuni și achiziții
În anii 2000 Hostway a realizat o serie de fuziuni și achiziții de companii, pentru a-și mări baza de clienți și a-și dezvolta competențele în segmentele de servere dedicate și înregistrare de nume de domenii. Cea mai semnificativă dintre acestea a fost fuziunea cu NetNation Communications din Canada, în care aproximativ 10 milioane de dolari au fost plătiți acționarilor NetNation.
În iunie 2006, Hostway a anunțat deschiderea noului data center localizat în sediul global Boeing, în centrul orașului Chicago. Este cel mai mare datacenter operat comercial din centrul orașului Chicago. 

Tot în 2006, compania a fondat biroul din România, prin achiziția IMS Soft & Services, OpenLink Networks și TopHosting, trei companii locale de web hosting și development. 

În aprilie 2007, Hostway a anunțat achiziția Affinity Internet Inc. Compania avea sediul în Fort Lauderdale, Florida, aproximativ 300 de angajați și opera din 1996. În iulie 2007, Hostway a mutat data centerul Affinity Miami, generând incidentul inclus de către revista IT management pe locul doi în topul "Data center Disasters of 2007" (28 ianuarie). 

În mai 2009, Hostway au vândut centrul de date și clienții de colocare din Fort Lauderdale către compania  Host.net din Boca Raton,da.